# Quyền lực của không quyền lực
Quyền lực của (kẻ) không quyền lực (tiếng Séc: Moc bezmocných) là một luận văn chính trị lớn do nhà viết kịch, người bất đồng chính kiến, sau này trở thành tổng thống cuối cùng của Tiệp Khắc và tổng thống đầu tiên của Cộng hòa Séc, Václav Havel, viết vào tháng 10 năm 1978. Các bài luận phân tích chi tiết bản chất của chế độ cộng sản lúc đó, cuộc sống trong một chế độ như vậy và do bản chất của chế độ như vậy có thể tạo ra bất đồng chính kiến từ các công dân bình thường như thế nào. Bài luận tiếp tục thảo luận về ý tưởng và hành động có thể thực hiện do các cộng đồng lỏng lẻo của các cá nhân được liên kết bởi một mục tiêu chung, chẳng hạn như Hiến chương 77. Bị cấm phổ biến chính thức, luận văn này được phổ biến ở dạng samizdat và được dịch ra nhiều thứ tiếng. Nó đã trở thành một tuyên ngôn của những người bất đồng chính kiến tại Tiệp Khắc, Ba Lan và các quốc gia cộng sản khác.

## Sách tham khảo
- Havel, Václav; và đồng nghiệp (1985). Keane, John (biên tập). The Power of the Powerless: Citizens against the state in central-eastern Europe. Armonk, NY: M. E. Sharpe. ISBN 0-87332-761-6.
- Havel, Václav (1991). Wilson, Paul trans (biên tập). "The Power of the Powerless" (in) Open Letters: Selected Writings: 1965—1990. ISBN 0-679-73811-8.
- Keane, John (2000). Václav Havel: A Political Tragedy In Six Acts. Basic Books. ISBN 978-0-465-03720-9.
- Kriseová, Eda (1993). Václav Havel: The Authorized Biography. St. Martins Press. ISBN 0-88687-739-3.